# Bregentzer
Bregentzer is een geslacht waarvan leden sinds 1969 tot de Belgische adel behoren.

## Geschiedenis
De stamreeks begint met Yerg Bregentzer die in 1514 wordt genoemd als belastingontvanger van de hertog van Württemberg, tevens eerste vermelding van een lid van dit geslacht. Zijn nazaat Paul Bregentzer (1769-1860) vestigt zich in Luxemburg als boekbinder en docent, vervolgens te Bergen (België). Zijn zoon Jean-Baptist Bregentzer (1796-1874) werd in 1839 tot Belg genaturaliseerd.
Een nakomeling, Jean-Jacques Bregentzer (1906-1971), werd op 2 december 1969 verheven in de erfelijke Belgische adel.
Anno 2018 waren er nog zeven mannelijke afstammelingen in leven, de laatste geboren in 2001.

### Wapenbeschrijving
- 1969: In keel, een paal van zilver, beladen met vijf koeken van het veld, het schildhoofd van goud, beladen met een rechterhertshoorn van natuurlijke kleur, balkswijs geplaatst. Een helm van zilver, gekroond, getralied, gesierd en omboord van goud, gevoerd en gehecht van keel. Dekkleden: keel en zilver. Helmteken: een piramidaal hoed van keel, met de opslag van hermelijn. Wapenspreuk: 'Maintenons droiture' in letters van keel, op een lint van zilver.

## Enkele telgen
Jhr. Jean-Jacques Bregentzer (1906-1971), afgevaardigd-lid van de Raad van Bestuur en voorzitter van het Directiecomité van de Administratieve Zetel van de Generale Bankmaatschappij te Bergen
- Jhr. dr. Bernard  Bregentzer MA (1936-1994)
  - Jhr. Jean-Charles Bregentzer (1963), chef de famille